# شتاء فلسطين (1991–92)

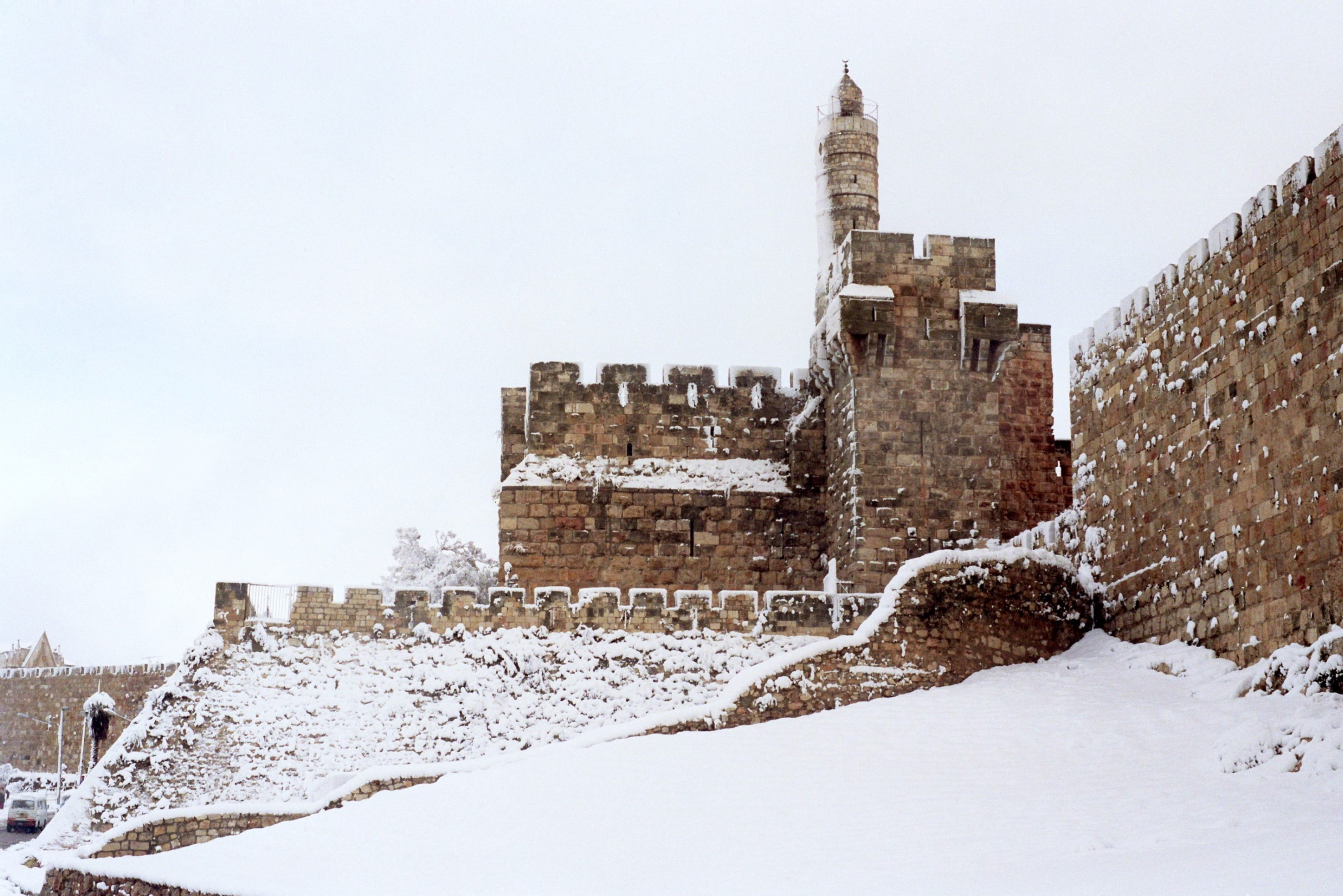
برج القلعة في الأول من يناير 1992

شتاء 1991 -1992 في فلسطين كان الأكثر غزارة للأمطار منذ 90 عاما وفي خلال أشهر الشتاء  نشأت عواصف كبرى وتساقط البرد والثلوج بشكل غزير ونادر جدا في جميع أنحاء فلسطين.

## فرضيات تشكل ظروف الشتاء القاسية

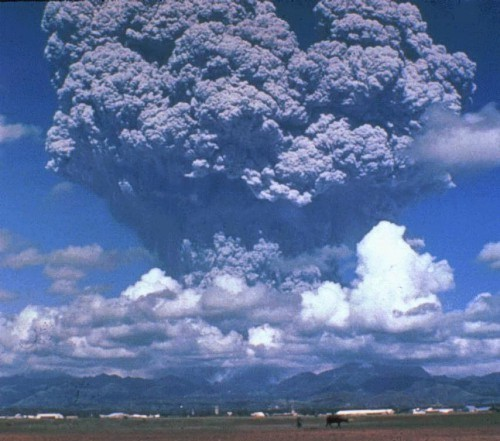
ثوران بركان بيناتوبو في الفلبين عام 1991

يعتقد أن هناك سببين وهما النشاط الشمسي المُرتفع وثوران البراكين ففي خلال عام 1991 كان هناك عدة براكين وبعضها قوي جداً وفي مقدمتها بركان جبل هدسون في تشيلي وبركان بيناتوبو في الفلبين حيث كان ثاني أكبر ثوران بركاني في القرن العشرين ويقدر أنه حرر ما بين 6 إلى 16 كم مكعب من الرماد.
حيث حدثت انفجارات قوية جدا وسار الرماد البركاني الغلاف الجوي للسماء في نصف الكرة الشمالي ومنع الإشعاع لجزء كبير من الشمس مما تسبب في انخفاض الحرارة لنصف درجة مئوية.

## وضع المياه قبل حلول فصل الشتاء 1992
نقص المياه في صيف عام 1991 كان بسبب فصل الشتاء 1989-1991 الجاف ففي بحيرة طبريا انخفض الوضع المائي إلى الخط الأحمر في ربيع عام 1988 لتصل إلى ما يقرب القاع في صيف 1990 و 1991. تدهورت نوعية المياه مع زيادة الملوحة في البحيرة.

## حالة الطقس
شهر أكتوبر 1991 كان دافئ وفي شهر نوفمبر 1991 وفي أول هطول للأمطار انخفضت درجة الحرارة بمعدل 2 -4 في الشهر حيث ساد طقس غير عادي جدا وسقطت امطار في الشمال ما بين 50 -85 ملم وارتفعت عن المعدل الشهري وسجلت درجات حرارة منخفضة جدا بعد أن ارتفعت درجة الحرارة وكانت في يومي 9 و10 نوفمبر و24 إلى 26 نوفمبر وذلك بعد موجة الحر في 27 تشرين الثاني حيث بدأ الفصل وقد تم قياس كمية المطر العاصف في 28 نوفمبر في أماكن كثيرة بأكثر من 200 مم من المطر وفي الشوارع حتى 400 ملم مصحوبة بدرجات حرارة منخفضة جدا، وفي يوم 29 نوفمبر سقطت أيضا أول ثلوج غزيرة على جبل الشيخ في ذلك الموسم حيث جاء في وقت مبكر نسبيا.
وفي ديسمبر 1991 وفي وقت سابق من هذا الشهر إستمر الاضطراب الشديد بين 1-3 حيث أغرقت العاصفة العديد من الأماكن مثل وادي المصرارة وسهل البطوف وفي وقت لاحق من هذا الشهر كانت العديد من الأماكن وصلت بالفعل للمتوسط السنوي ووصلت في بعض المناطق إلى 692 ملم.

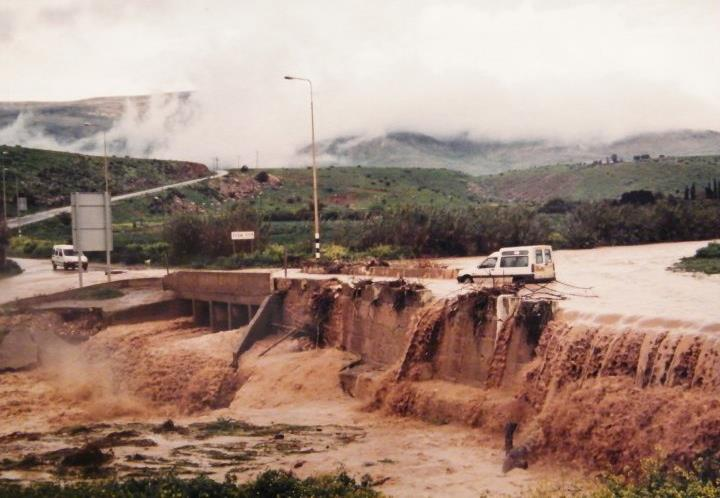
فيضانات في وادي الأردن في شتاء 1992

في شهر يناير وفي اليوم الأول بدأت عاصفة أخرى وتساقطت الثلوج في الأماكن المنخفضة من 200 إلى 300 متر في الشمال والوسط وسقطت الثلوج في المواقع التالية: جبل جلبوع، الناصرة، كرمئيل، العفولة، ديمونا وعراد وأكثر من ذلك. تراكمت في القدس حوالي 30 سم سجلت درجة الحرارة في القدس -1.2 سْ وسقطت قرابة 75 سم في الجليل وأما النقب ففي المرتفعات بين 10 -20 سم، وتوقف المطر حتى منتصف الشهر وفي 26 بدأ المطر وانتهى يناير بمطر وبرد غير معتاد للغاية.
وأما شهر فبراير 1992 فقد كان أيضا شهر شديد جدا لأن الطقس كان بارد وممطر جدا إلى حد كبير وخلال هذا الشهر، كانت الأيام الماطرة أكثر من 20 يوما من المطر في الشمال والوسط. وبعد الهطول الكبير للأمطار تم فتح سد دغانيا يوم 9 فبراير وتدفق ربع مليار متر مكعب من المياه في نهر الأردن وخلال شهر فبراير كان هناك ثلاثة مرات لتساقط الثلوج من بينها مرتين غير عادية جدا حيث كان أول تساقط للثلوج في 5 - 6 فبراير وكان مرة ثانية في 9-10 من الشهر حيث هطلت الثلوج في شمال البلاد وكان هذا الثلج غير عادي جدا بالنسبة للمناخ في فلسطين حيث هطل في مناطق مثل الشاطئ ومرج ابن عامر وأعالي طبريا والجليل الغربي ومناطق أخرى.
وبالمقارنة مع الشمال لم يكن سوى حدث فقط في فبراير 1950 أكثر تطرفا.
كان حدث آخر غير عادي في عاصفة حدثت في 24-26 فبراير حيث تساقط الثلج بشكل كبير كان في القدس ما يقرب من نصف متر من الثلوج وفي الجبال الشمالية سقط حوالي 50-70 سم وسقط على مرتفعات الجولان قرابة نصف متر من الثلوج.
في يونيو 1992 وبعد أن كانت الأمطار متوقفة في مارس وأبريل ومايو سقطت الأمطار لكن لم تكن استثنائية وكان معظمها في الشمال. وكان شهر يونيو غير عادي للغاية حيث كان الشهر باردا وبعض الأيام كان الجو باردا بشكل كبير خلال منتصف الشهر حيث أن الأمطار كانت غير عادية جدا في شمال وأجزاء من وسط وتجاوزت 30 ملم. وبالمقارنة مع أحداث سابقة فتشير إلى أن يونيو كان مماثلا ليونيو 1957 وهطلت أمطار أيضا خلال شهر يوليو

## ملخص الشتاء
كان شتاء 1992 الأكثر غزارة للأمطار في فلسطين منذ بداية القياسات ويتميز بسبب تساقط الأمطار لفترات طويلة وتساقط الأمطار والثلوج بشكل طويل وكذلك البرد القارص وخلال فصل الشتاء وفي أشهر ديسمبر وفبراير سجل هطول الأمطار الأعلى منذ بداية قياسات في فلسطين أي منذ عام 1870
ثلوج الشتاء في عام 1992 كان استثنائيا كما سبق وكثافة الثلوج لم يسبق لها مثيل ففي مرتفعات الجولان وقمم الجليل وقمة جبل الشيخ تراكمت 1.8 متر من الثلوج واستمر التزلج حتى مطلع مايو والثلوج تراكمت في القدس إلى 5 أضعاف والهطولات المتطرفة للثلج كانت الأولى في أوائل يناير كانون الثاني، والتي هطل فيها من 30-35 سم والآخر في نهاية فبراير، والتي تراكمت ما بين 40-45 سم وغمرت المياه العديد من الأنهار مثل وادي المصرارة حيث غمر ثلاث مرات وسجل في القدس الأمطار الاعلى منذ عام 1860 بواقع 1134 ملم، وكانت الأماكن حيث كان هناك استثناء الأكثر أهمية في الأراضي المنخفضة والسهل الساحلي وسجلت في بعض المناطق 1590 ملم من الأمطار التي فصل الشتاء وامتلأت بحيرة طبريا وبزيادة أكثر من 4 أمتار وافتتح سد دغانيا يوم 9 فبراير 1992.